# بنك الخليج الأول
كان بنك الخليج الأول ثالث أكبر بنك من حيث الأصول في دولة الإمارات العربية المتحدة، حتى إدماجه مع بنك أبوظبي الوطني لتشكيل بنك أبو ظبي الأول في ديسمبر 2016. أسس بنك الخليج الأول عام 1979 ويقع المقر الرئيسي في إمارة أبو ظبي. يقدم بنك الخليج الأول مجموعة واسعة من الخدمات المالية في قطاعات البيع بالجملة والمستهلكين والخزينة المصرفية، بما في ذلك الخدمات المصرفية الإسلامية وحلول التأمين المصرفي للشركات والمستهلكين عبر شبكة من الفروع في جميع أنحاء دولة الإمارات. على الصعيد الدولي، لدى بنك الخليج الأول فرع في سنغافورة، يشمل خدمات إدارة الثروات العالمية، وفرعًا في قطر، ومكاتب تمثيلية في لندن والهند وهونغ كونغ وسيول بكوريا الجنوبية، وشركة تابعة في ليبيا.
في عام 2013، أعاد البنك هيكلة أعماله إلى ثلاثة أقسام: مجموعة الخدمات المصرفية للشركات، ومجموعة الخدمات المصرفية للأفراد، ومجموعة الخزينة والأسواق العالمية. في العام نفسه، أعلن بنك الخليج الأول أيضًا أنه استحوذ على الملكية الكاملة لشركة التمويل المتوافقة مع الشريعة الإسلامية أصيل للتمويل الإسلامي، وشركة تمويل المستهلك دبي فيرست.
في ديسمبر 2016، وافق المساهمون على خطط البنك للاندماج مع بنك أبو ظبي الوطني، وأكمل كلا البنكين الإدارة من الدرجة الثانية بحلول فبراير 2017. تم تنفيذ خطة دمج البنوك، التي تم الإعلان عنها لأول مرة في يونيو 2016، من خلال مقايضة الأسهم، حيث يتلقى مساهمو بنك الخليج الأول 1.254 سهم من أسهم بنك أبوظبي الوطني مقابل كل سهم يملكونه في بنك الخليج الأول. يُعرف الكيان المندمج الآن باسم بنك أبوظبي الأول.

## النمو والنجاحات
كان لدى بنك الخليج الأول 34.1 مليار درهم إماراتي من أسهم رأس المال اعتبارًا من 31 ديسمبر 2014، مما يجعله أحد أكبر البنوك القائمة على الأسهم في الإمارات.
أعلن بنك الخليج الأول عن صافي ربح إجمالي قدره 5.66 مليار درهم إماراتي في عام 2014، وهو ما يمثل زيادة بنسبة 18٪ بالمقارنة مع 4.77 مليار درهم إماراتي في عام 2013. شهد عام 2014 أيضًا العام الخامس عشر على التوالي من نمو صافي أرباح البنك دون انقطاع. [بحاجة لمصدر]
أدّى الأداء الثابت للبنك إلى تصنيف القوة المالية للبنك (A +) من وكالة التصنيف الائتماني الدولية «كابيتال انتليجنس»، في عام 2014. في عام 2013، قدّمت تصنيفات (RAM) للبنك درجة (AAA)، وتم تأكيد التصنيف طويل الأجل لبنك الخليج الأول عند (A +) من قبل وكالة فيتش.
صنّفت فوربس الشرق الأوسط بنك الخليج الأول على أنه ثامن أقوى شركة ورابع بنك رائد في قائمة «أفضل 500 شركة في العالم العربي» لعام 2014. كما حصل بنك الخليج الأول على جائزة «أفضل بنك في الإمارات العربية المتحدة» و «أفضل شركة لإدارة الثروات» في حفل توزيع جوائز ذا بنكر للشرق الأوسط 2014.

## الأنشطة الدولية
طوال عام 2014، عزّز بنك الخليج الأول من وجوده في سوق آسيا والمحيط الهادئ بإطلاق مكتب تمثيلي جديد في كوريا الجنوبية، وخدمة إدارة الثروات العالمية في فرع سنغافورة. كما افتتح البنك مكتبًا تمثيليًا جديدًا في لندن وأعلن عن خطط لفتح مكتب جديد في الصين في المستقبل.
تشمل الأنشطة الدولية الأخرى لبنك الخليج الأول في عام 2014 إبرام برنامج شهادة الإيداع القابلة للتفاوض (NCD) عبر فرع سنغافورة، وإصدار أول سندات للبنك بقيمة 250 مليون دولار أسترالي (228.35 مليون دولار أمريكي) «كانغارو» لمدة 5 سنوات. كما حصل بنك الخليج الأول على الموافقة على إصدار صكوك في ماليزيا، وأصبح أول مصدر في منطقة الشرق الأوسط وشمال أفريقيا في سوق طوكيو Pro-Bond، حيث باع سندات بقيمة 10 مليارات ين (98.2 مليون دولار أمريكي) لأول مرة.

## العلامة التجارية الجديدة
في أبريل 2014، كشف بنك الخليج الأول، عن شعاره الحالي بعد الإعلان عن تحول في هوية البنك المؤسسية. كجزء من إعادة العلامة التجارية، اعتمد البنك الاختصار (FGB)، والذي كان يستخدم بالفعل على نطاق واسع من قبل أصحاب المصلحة. ولم يتم إجراء أي تغييرات على البنك ككيان قانوني.
أعلن بنك الخليج الأول للإعلام أن تغيير علامته التجارية كان جزءًا من إستراتيجية طويلة الأجل لتنمية البنك محليًا ودوليًا، ويعكس تراثه في الإمارات وأبو ظبي، والتزامه بالتنمية الإماراتية وتطلعاتها وطموحاتها لمزيد من النجاح والنمو في المستقبل.[بحاجة لمصدر]

## الرعاية
بنك الخليج الأول هو أحد رعاة عالم فيراري أبوظبي، وهو أكبر منتزه ترفيهي داخلي والوحيد في العالم يحمل علامة فيراري. يرعى بنك الخليج الأول (Junior GT ride) في المُنتزه، وهي جزء من مدرسة تعليم القيادة الخاصة بها حيث يتلقى الأطفال أول تدريب لهم حول السلامة على الطرق والانضباط، ويتعرفون على القواعد الأساسية التي سيحتاجون إلى الالتزام بها بمجرد بدء القيادة.
يرعى البنك أيضًا نادي العين الرياضي الثقافي، وفي عام 2014، أطلق أرينا بنك الخليج الأول، الذي يقع في مدينة زايد الرياضية بأبو ظبي. هو موطن لمجموعة من البرامج المنتظمة، من الأحداث الرياضية والموسيقية إلى المؤتمرات والمعارض. يديره مشغل بالتعاون مع بنك الخليج الأول، ويمكن أن يستوعب المكان حوالي 6000 متفرج.

## روابط خارجية
- الموقع الرسمي نسخة محفوظة 21 أغسطس 2014 على موقع واي باك مشين.